# 24 fructidor
24 thermidor 24 jour complémentaire
Le quartidi 24 fructidor, officiellement dénommé jour du sorgho, est le 354e jour de l'année du calendrier républicain.
C'était généralement le 10e jour du mois de septembre dans le calendrier grégorien.